# Burg Krautheim
Die Burg Krautheim wurde 1213 von Wolfrad I. von Krautheim auf einem Bergsporn über Krautheim im Hohenlohekreis in Baden-Württemberg errichtet. Heute sind von der weitläufigen Anlage noch der Bergfried, Mantelmauer, Teile des Palas sowie eine frühgotische Kapelle mit herrschaftlicher Empore erhalten. Nach wechselnden Herrschaften befindet sich die Anlage heute im Besitz des Landes Baden-Württemberg.

## Lage
Die Spornburg liegt im Zentrum des Kernorts der Stadt Krautheim auf einem Bergsporn am nördlichsten Punkt der Jagst im Hohenlohekreis in Baden-Württemberg, in rund 330 m ü. NN. Sie befindet sich 6 km westlich von Dörzbach und 11 km östlich von Schöntal strategisch günstig in der Nähe alter Handelsstraßen, die von Worms am Rhein nach Mergentheim und von Wimpfen am Neckar nach Rothenburg ob der Tauber führten. Die Jagst bildet hier die Grenze zwischen Baden und Württemberg.

## Geschichte
In Krautheim befand sich bereits im frühen Mittelalter eine Fluchtburg. Bei archäologischen Grabungen konnte ein Abschnittswall mit Graben im Ostteil der Stadt (dem heutigen Altkrautheim) nachgewiesen werden. Dabei handelte es sich um eine Holz-Erdmauer, wie sie von den Kelten und Alamannen errichtet wurden.
Die Geschichte der heutigen Burg geht zurück auf das 12. Jahrhundert. Zu dieser Zeit begann der lokale Adel, seine Sitze aus den Tälern auf strategisch günstiger gelegene Berge zu verlegen. Vermutet wird, dass mit dem Bau der Anlage um 1172 von einem Godefridus begonnen wurde, der in einem würzburgischen Dokument aus diesem Jahr als Kleriker in Krautheim genannt wird. Sicher ist, dass der Bergfried den ältesten Teil der Burg darstellt. Er wurde aus großen Tuffsteinquadern im Typus einer Stauferburg gebaut. Der Zugang zu diesem Turm befand sich in 10,5 m Höhe über dem Boden. Zunächst hatte der Turm wohl eine einziehbare hölzerne Treppe, ehe er in einer späteren Bauperiode über eine Brücke mit dem Palas verbunden wurde.
Gegen Ende des 12. Jahrhunderts wurde die Burganlage erheblich erweitert. Die drei Brüder Wolfrat, Crato (Kraft) und Konrad von Krautheim ließen eine Hochmantelmauer, den Palas und einen Halsgraben vor der Mauer an der Bergseite anlegen. Zu dieser Zeit gab es zwei Zugänge zur Burg. der eine befand sich am Halsgraben. Hier führte eine Zugbrücke in das Innere der Anlage. An der Westseite führte ein steiler Bergpfad vom Tal zur Burg. 
Um 1230 wurde die Kapelle umgebaut. Dafür musste der Eingang zu Burg verlegt werden. Die früher kleine Kapelle wurde um die Torhalle erweitert und der Chor in den östlichen Palas hinein geschoben. Sie besitzt einen quadratischen Grundriss, Westemporen und einen polygonalen, überwölbten Chor. 
In den Jahren von 1240 bis 1242 wurden in Krautheim vermutlich die staufischen Reichskleinodien (Reichskrone, Zepter und Reichsschwert) verwahrt.
Im 14. Jahrhundert kam die Burganlage mit der Stadt in den Besitz des Erzstiftes Mainz. Literarische Berühmtheit erlangte die Burg durch Götz von Berlichingen. Er schrie hier 1516 dem in der Burg sitzenden Kurmainzer Amtmann Max Stumpf seine Meinung mit dem Kraftausdruck Er sollt mich hindhen lekhen entgegen. Der Götz-Gedenkstein erinnert heute an der Originalstelle an dieses Ereignis. Goethe nahm das Zitat später in sein berühmtes Schauspiel Götz von Berlichingen auf, in dem allerdings die historische Treue keineswegs gewahrt ist. Im Bauernkrieg wurde die Anlage 1525 zerstört. Ab 1612 wurde sie vom Mainzer Erzbischof Johann Schweikhard von Cronberg schlossartig erweitert. Unter Erzbischof Lothar Franz von Schönborn wurde die Lücke zwischen Burg und Schloss an der Südostseite durch Errichtung des östlichen Schlossflügels geschlossen, Teile der Außenanlagen wurden abgebrochen.
1802 wurde das Erzstift säkularisiert. 1803 entstand das Fürstentum Krautheim durch den Reichsdeputationshauptschluss, welches an das Haus Salm-Reifferscheidt-Bedburg als Entschädigung für den Verlust seiner linksrheinischen Gebiete übertragen wurde. Regierender Fürst war Franz Wilhelm zu Salm-Reifferscheidt. Durch die Rheinbundakte wurde das Fürstentum Krautheim nach nur drei Jahren bereits 1806 mediatisiert und nördlich der Jagst dem Großherzogtum Baden, südlich der Jagst dem Königreich Württemberg zugeschlagen. 1839 erwarb das Großherzogtum Baden die Burg vom Haus Salm. Danach wurde in der Vorburg ein neues Herrenhaus erbaut. 1845 veranlasste Großherzog Leopold Maßnahmen, um weitere Schäden zu vermeiden, so wurde das Dach über der Kapelle wieder eingedeckt, die seit 1798 offen gestanden hatte. 
Das Schloss wurde nach Verkauf 1887 zu einem privaten Wohnsitz umgebaut und neogotisch restauriert, die Schildmauer freigelegt, die Kapelle renoviert. 1889 wurde bei Restaurierungsarbeiten der heutige Eingang zur Burg durch die Schildmauer geschlagen. Die Burganlage gehört heute dem Land Baden-Württemberg, das Herrenhaus befindet sich in Privatbesitz. Seit 1983 betreut die Deutsche Burgenvereinigung (Landesgruppe Baden-Württemberg) das Burgmuseum.

## Anlage
Das höchste Bauwerk der Burg und weithin sichtbar ist der 30 m hohe Bergfried, der einen Durchmesser von acht Metern aufweist. Über die vom Palas herüberführende Holzbrücke und eine im Turm folgende Treppenanlage kann man auf die Aussichtsplattform gelangen, die einen guten Blick ins Jagsttal bietet.
In den Räumlichkeiten der Burg befindet sich ein Burgmuseum, das u. a. im Palas verschiedene Burgmodelle mit Schautafeln zeigt.

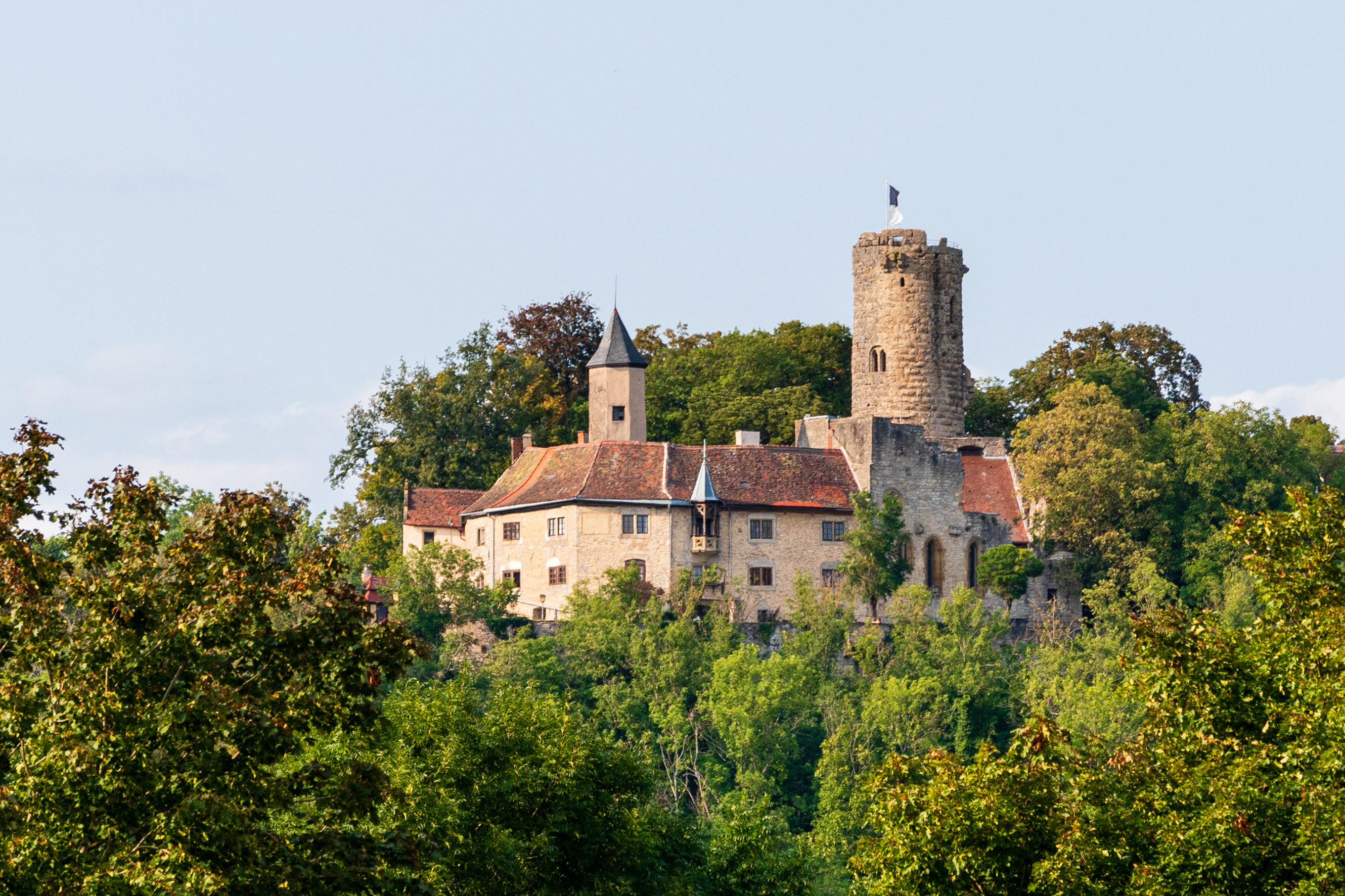
Blick auf die Burg
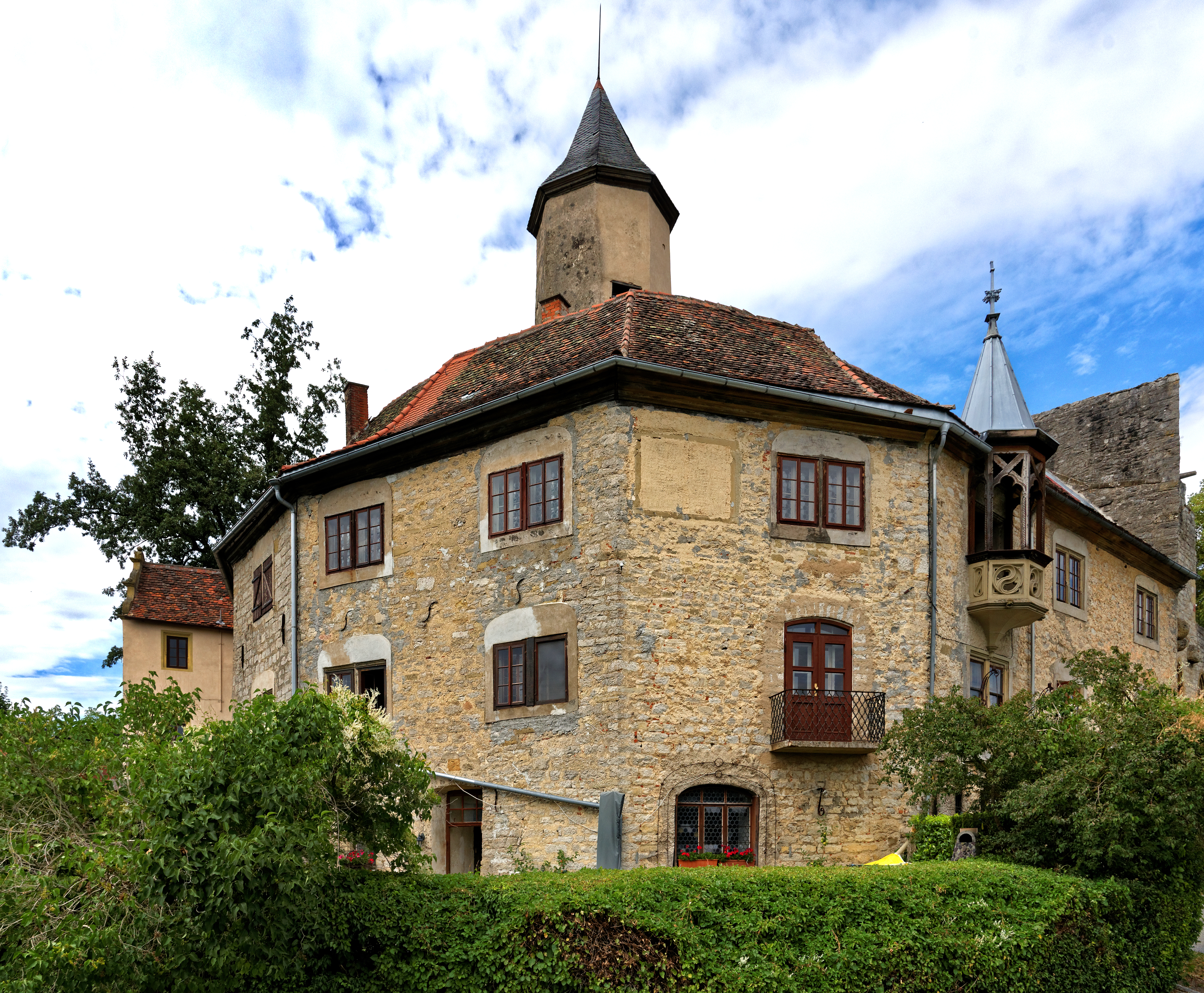
Fassade
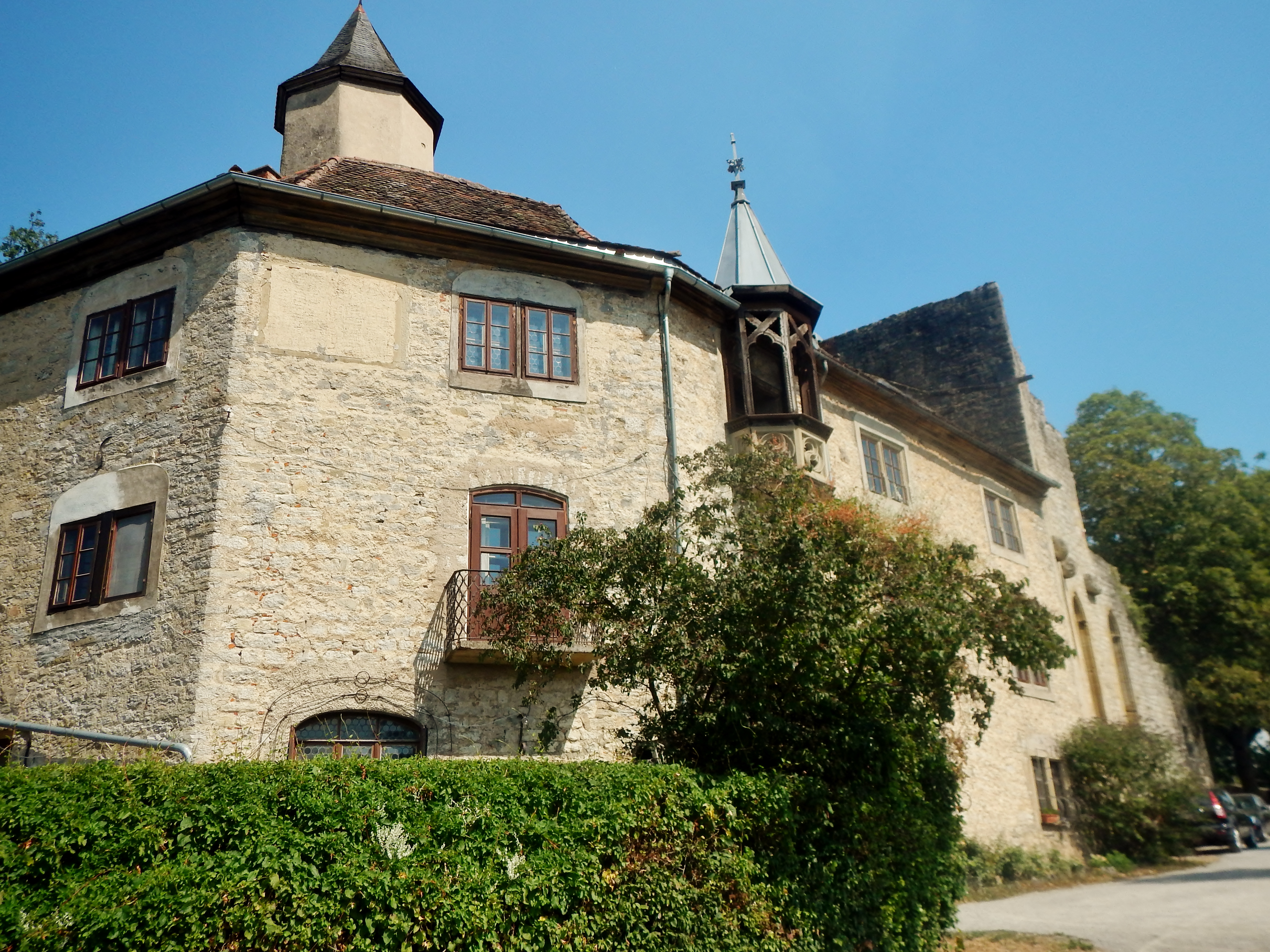
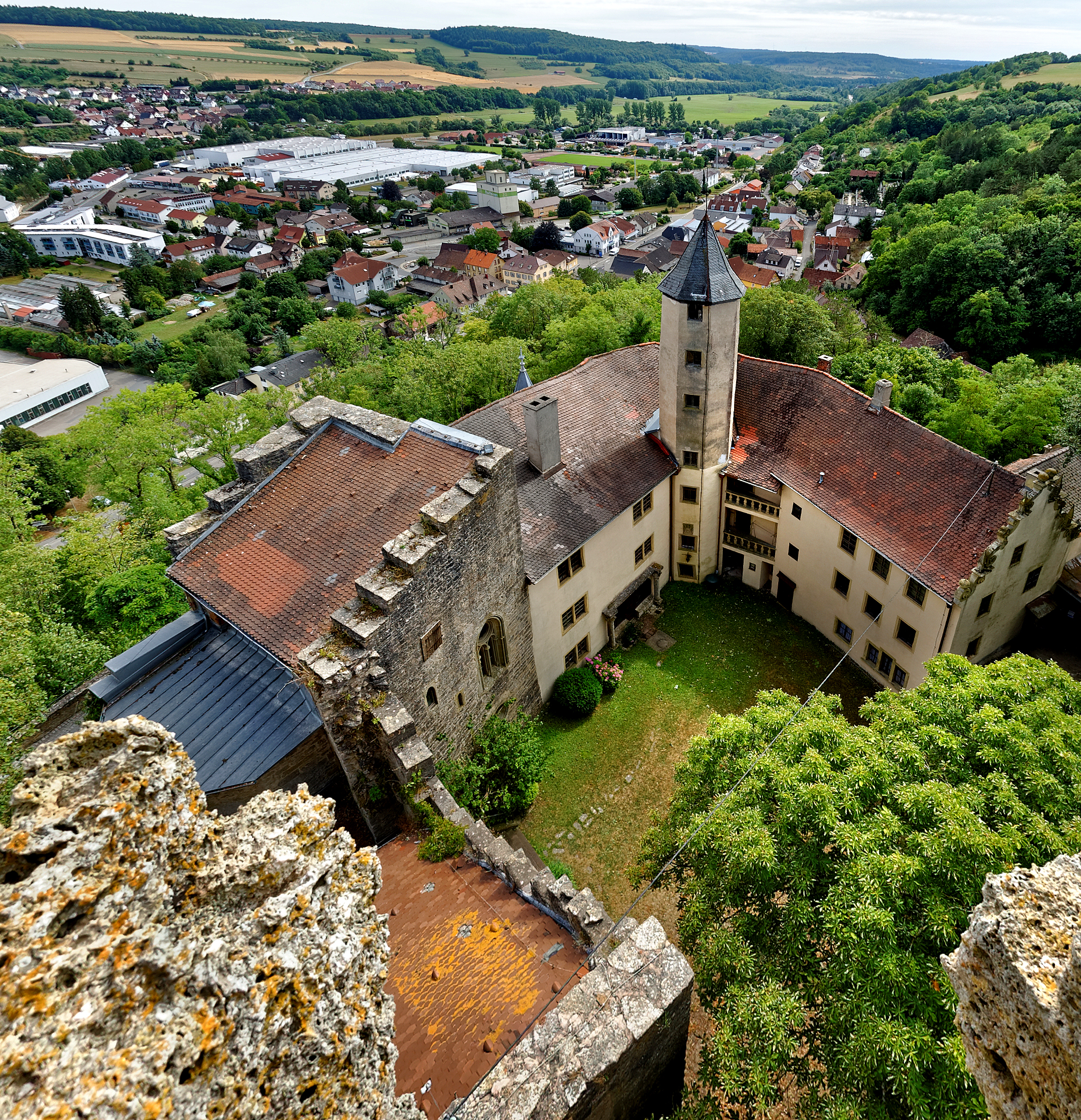
Blick in den Hof
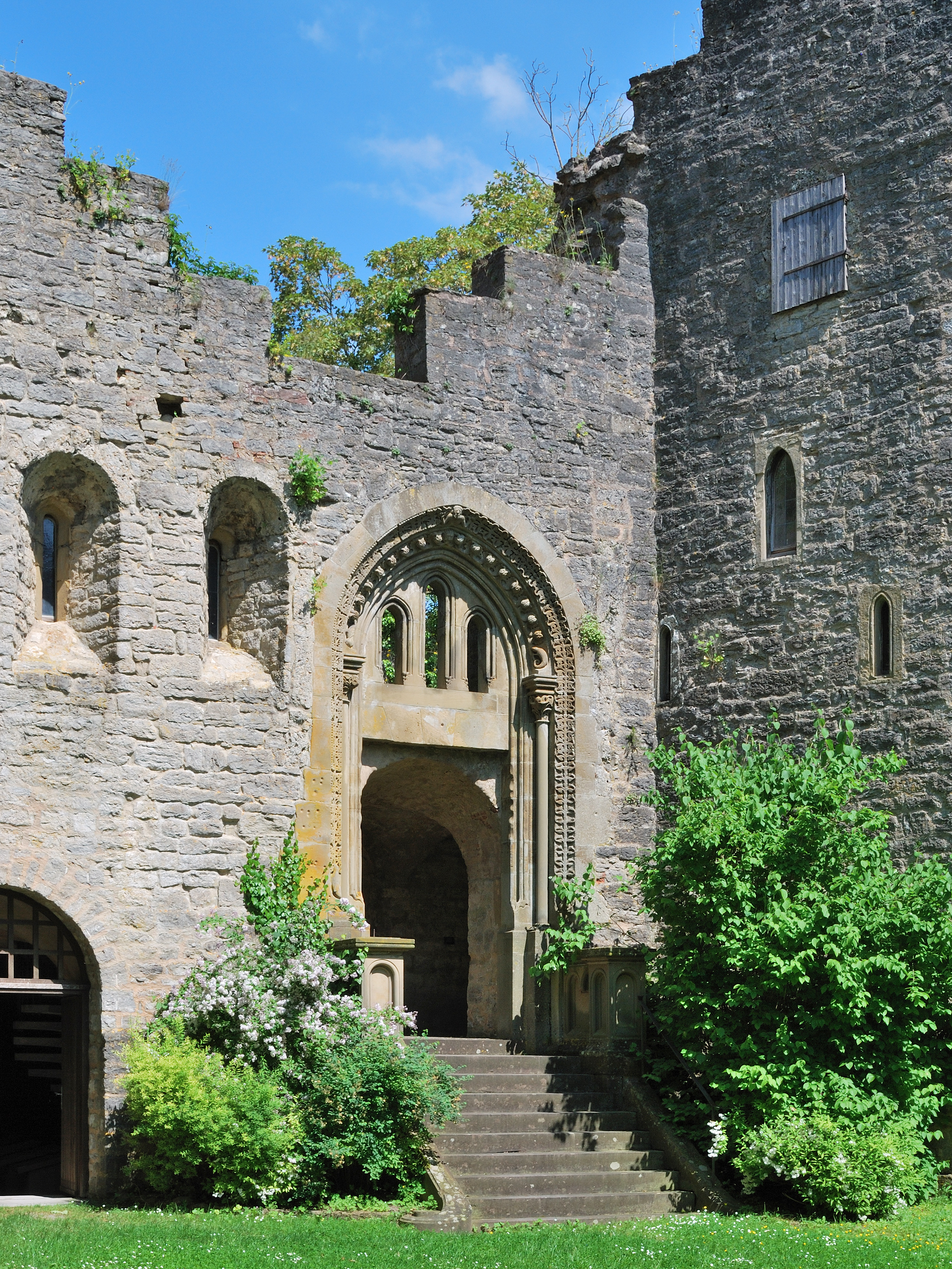
Romanisches Portal im Innenhof
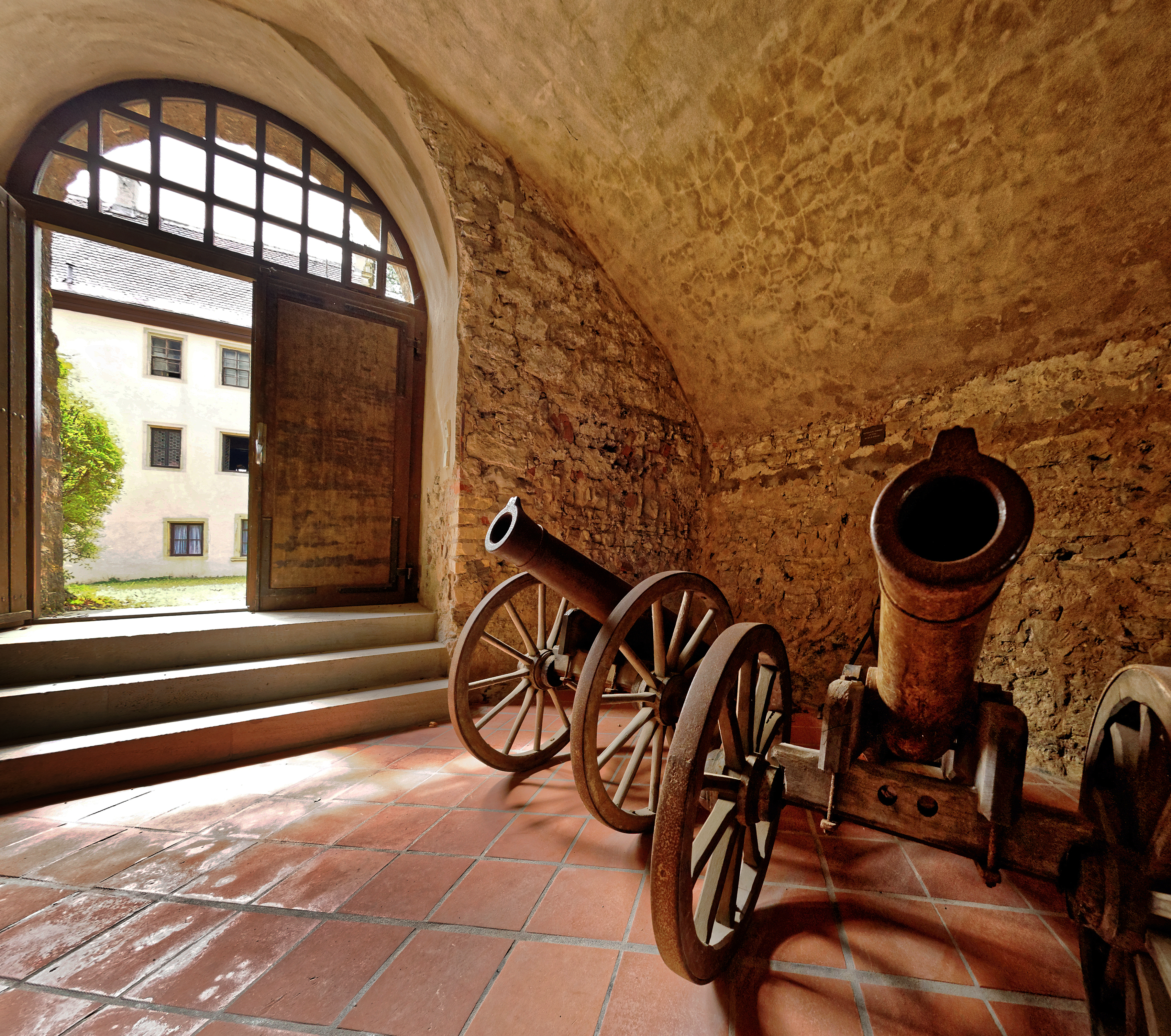
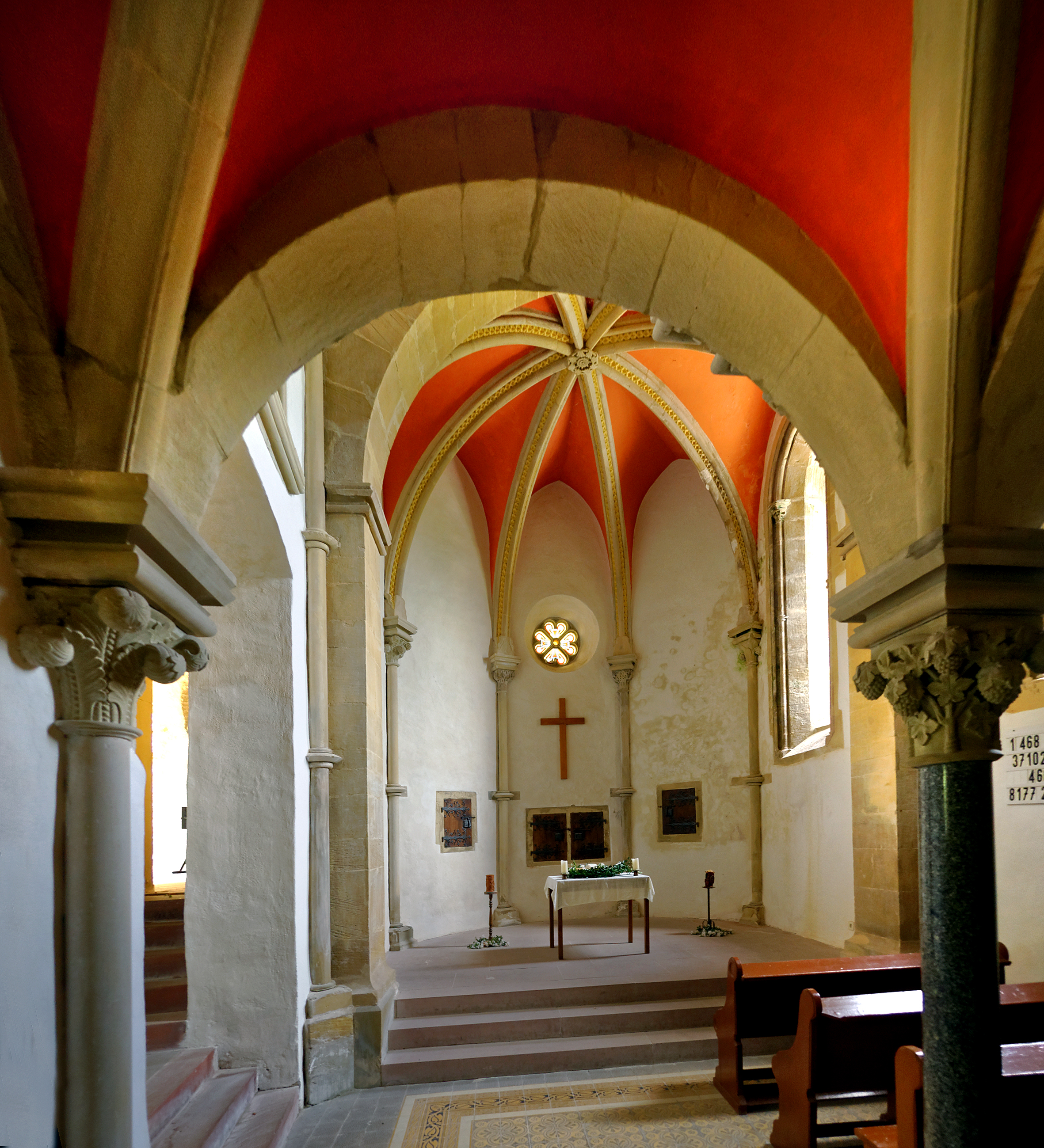
Kapelle mit Altar
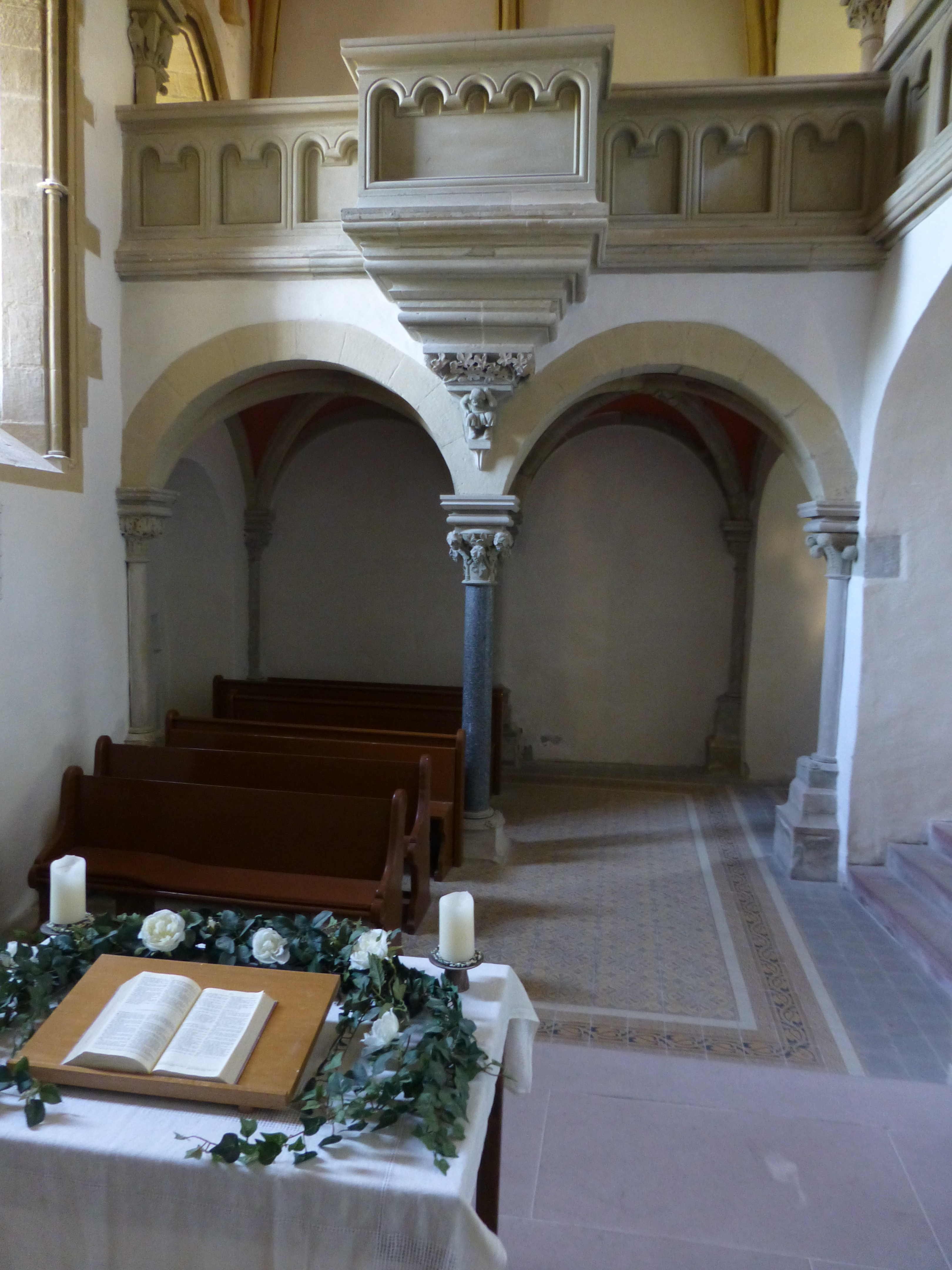
Kapelle
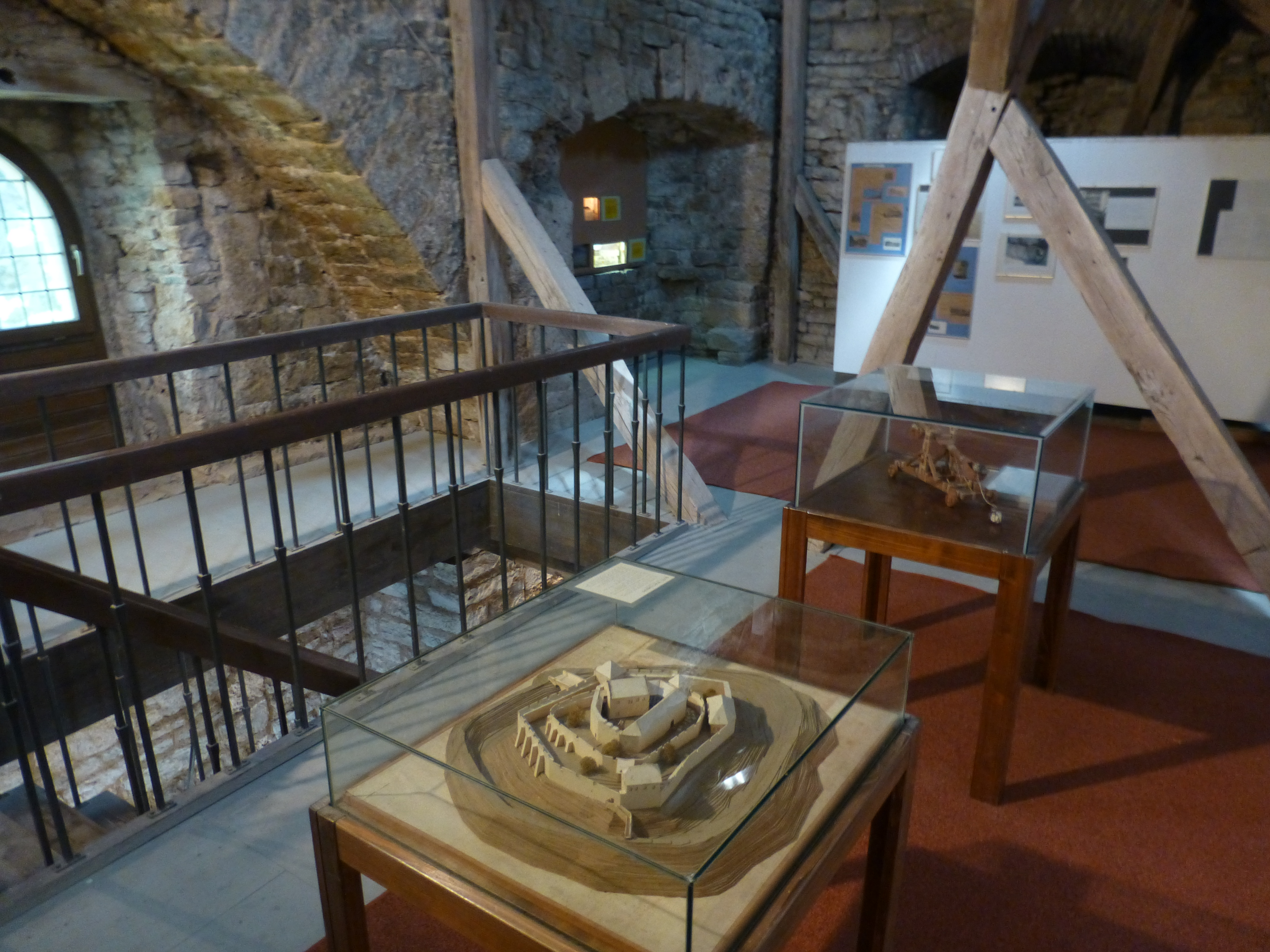
Ausstellung im Palas
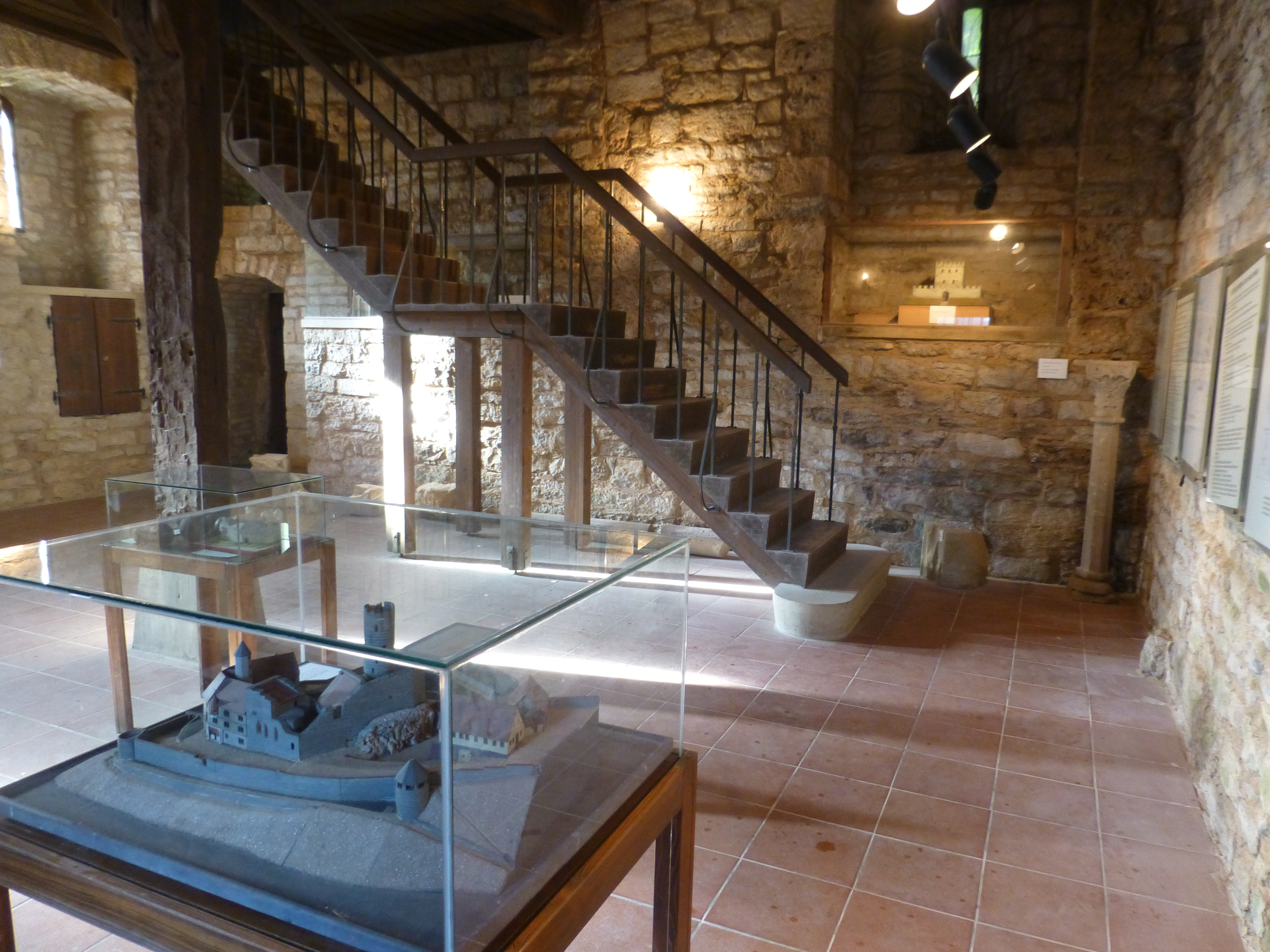